# 社戸大口
社戸 大口（こそへ/こそべ の おおくち）は、飛鳥時代の人物。姓は臣。

## 経歴
社戸氏（許曽部氏）は阿倍氏の同族。大口を許曽部黒古の子とし、子に陽麻呂がいたとする系図がある。
天武天皇元年（672年）の壬申の乱で大友皇子（弘文天皇）側につき、7月13日に近江国の安河の浜で敗れて捕らえられた。大口については他に知られず、捕らえられて以降の動静は不明。